# Ləkin
Ləkin è un comune dell'Azerbaigian situato nel distretto di Cəlilabad. Conta una popolazione di 1 536 abitanti.